# هرم قرمزي
الهْرَم القرمزي أو الرَطريط أو حماز أو بطباط أو رطريط أو هرم (الاسم العلمي: Zygophyllum coccineum)، هو شجيرة معمرة تنتشر في جميع الدول العربية، و لكنها تشكل مجموعة رئيسية من نباتات الكويت البرية حيث تتواجد في المناطق الجنوبية من جون الكويت و بعض الجزر الكويتية.
و يتواجد الهرم عادة في المناطق الساحلية السبخة ذات المنسوب المائي المرتفع.

## وصف النبات
الهرم شجيرة صغيرة يتراوح طولها من 20 إلى 50 سنتيمتر، و سيقانها قائمة وأخرى تفترش الأرض. و الأوراق مزدوجة مستطيلة إلى بيضية الشكل، وعادة ما تكون الأوراق لحمية عصيرية بعضها يكون منتفخاً لاحتوائها على الماء. الأزهار صغيرة يميل لونها إلى الأبيض و تشوبه خضرة. للهرم جهاز جذري متشعب قد يصل إلى الطبقة التي تعلو المنسوب المائي كما له جذور سطحية تمتص الرطوبة نتيجة المطر أو الندى.